# Como la flor prometida
Como la flor prometida es el séptimo disco de la cantante española Luz Casal, puesto a la venta en 1995.
Incluye los sencillos "Entre mis recuerdos", canción compuesta por Albert Hammond y "Besaré el suelo". "Entre mis recuerdos" fue un éxito radiofónico y de ventas tanto en España como en Latinoamérica. En su edición para Latinoamérica, "Como la flor prometida" no incluye la pista Nº12, "Dormir".
Entre mis recuerdos cuenta con la versión grabada por el cantante puertorriqueño-estadounidense Chayanne, incluida en su disco Volver a nacer, de 1996, canción producida por Ronnie Foster.

## Temas
1. Flor prometida - 3:21
2. Capítulo acabado - 3:37
3. Entre mis recuerdos - 3:33
4. Lo eres todo - 3:46
5. Como la lluvia al sol - 2:57
6. Besaré el suelo - 5:14
7. Vengo del norte - 3:31
8. País - 4:30
9. Inés - 3:52
10. Plantado en mi cabeza - 4:36
11. Te ofrezco lo que tengo - 5:15
12. Dormir - 8:26

## Sencillos
- "Entre mis recuerdos"
- "Besaré el suelo”
- "Lo eres todo”
- "Plantado en mi cabeza"
- "Te ofrezco lo que tengo"

## Producción
- Paco Trinidad: productor.
- Darren Allison: Ingeniero de grabación
- Paul Gomersall: Ingeniero de mezclas

- Datos: Q5779558